# Quadricalcarifera rufotegula
Quadricalcarifera rufotegula är en fjärilsart som beskrevs av M.Gaede 1930. Quadricalcarifera rufotegula ingår i släktet Quadricalcarifera och familjen tandspinnare. Inga underarter finns listade.